# Das Märchen (Goethe)
Goethes Märchen ist ein Kunstmärchen. Es erschien erstmals 1795 in der von Friedrich Schiller herausgegebenen Zeitschrift Die Horen als letzter Beitrag zu Goethes Novellenzyklus Unterhaltungen deutscher Ausgewanderten.

## Inhalt

### Handlung

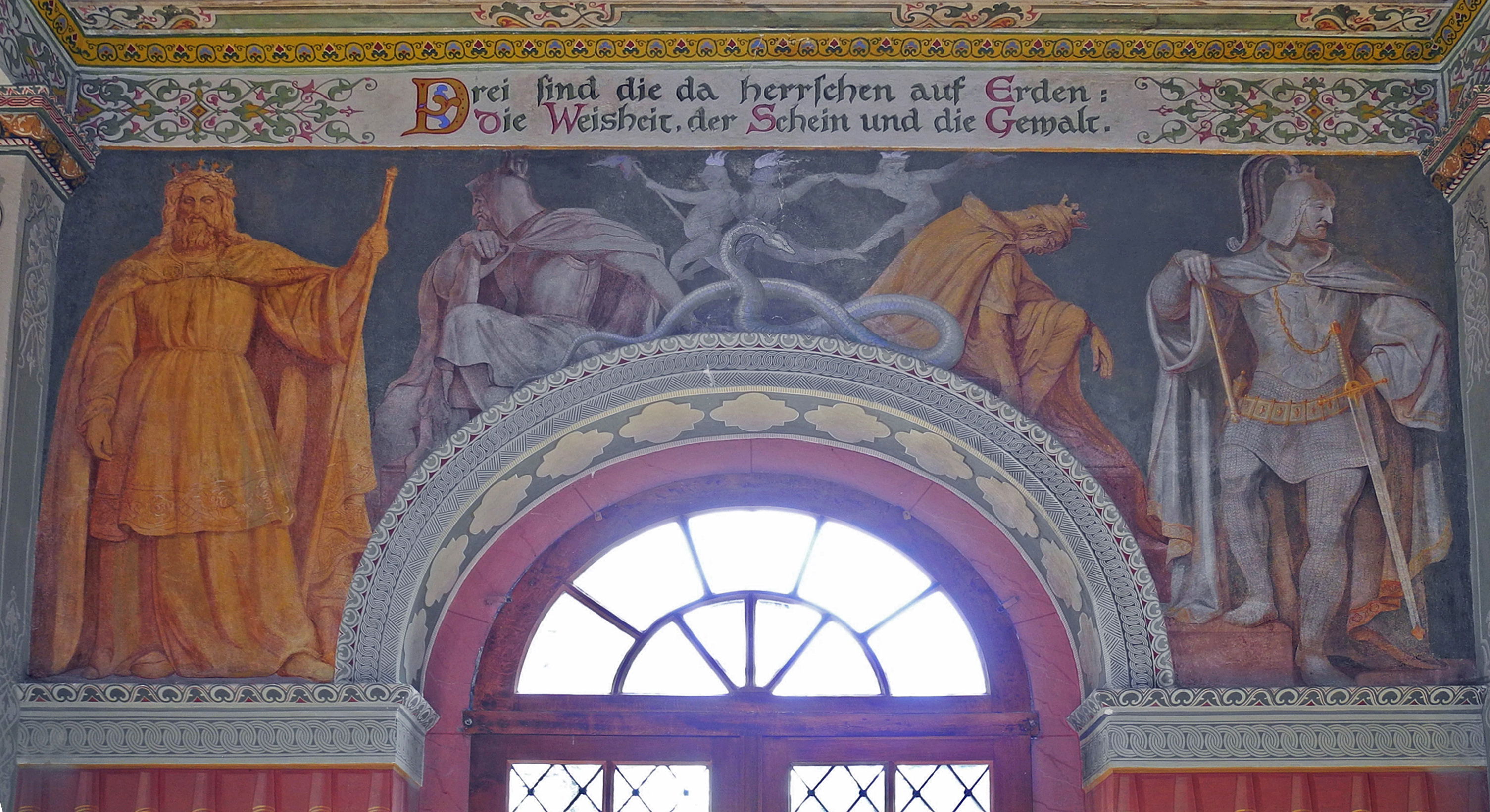
Belvedere „Schöne Höhe“ des Johann Gottlob von Quandt mit Fresken zu Goethe-Balladen von Carl Gottlieb Peschel: Das Märchen von der grünen Schlange und der schönen Lilie: „Drei sind die da herrschen auf Erden: die Weisheit, der Schein und die Gewalt.“

„An dem großen Flusse“ lassen sich zwei mutwillige Irrlichter vom alten Fährmann übersetzen und entlohnen ihn mit Goldstücken. Der Fährmann hat Angst, dass das Metall ins Wasser fällt und dadurch die Wellen aufwühlt. Er möchte wie gewohnt neun Früchte der Erde als Bezahlung haben, und die Irrlichter müssen ihm dies versprechen, um sich vom Boden zu lösen und weiterziehen zu können. Er bringt das gefährliche Gold ins Gebirge und wirft es in eine tiefe Kluft, in der die „schöne grüne Schlange“ haust. Sie wacht vom Klang auf und verschlingt das Metall, wird darauf durchsichtig und leuchtet. Um sich an ihrem Licht zu erfreuen, begibt sie sich auf die Wanderschaft und begegnet den Irrlichtern, die zum Palast der Lilie unterwegs sind, der jedoch auf der anderen Flussseite liegt. Die Schlange gibt ihnen den Ratschlag, für die Überquerung die Schlangen- oder die Schattenbrücke zu benutzen, da sie der Fährmann nach den Regeln nicht wieder zurückbringen darf. Sie kriecht weiter zum dunklen unterirdischen Heiligtum, um die vier Königsstatuen mit ihrem Licht zu betrachten. Dort trifft sie einen alten Mann. Nach einem rätselhaften Frage-Antwort-Spiel mit den Königen ruft er, es sei an der Zeit. Da verwandelt sich die Szenerie: die Schlange verschwindet nach Osten, der alte Mann nach Westen. Nachdem er mit seiner Zauberlampe in seine Hütte zurückgekehrt ist, erzählt ihm seine Frau vom Besuch der beiden unartigen, Gold fressenden und es wieder vergeudend um sich werfenden Irrlichter, denen sie versprochen habe, dem Fährmann Früchte zu bringen. Ihr Mops habe Goldstücke gefressen und sei gestorben. Er verwandelt den Hund in einen Onyx, schickt seine Frau mit Gemüse zum Fährmann und mit dem versteinerten Mops zur Lilie, die einerseits Totes wieder zum Leben erwecken kann, andererseits aber Lebendes durch Berührung töten muss. Auf ihrem Weg raubt ihr der Riese einige ihrer Früchte, und der Fährmann, der gerade einen Jüngling, den Prinzen, übergeholt hat, ist mit der unvollständigen Lieferung unzufrieden, da er dem Fluss davon abgeben muss. Sie verbürgt sich für Ersatz und überlässt ihm als Pfand ihre Hand. Sie überquert nun zusammen mit dem unglücklichen Prinzen, der vom Blick der Lilie seiner Kraft beraubt wurde, den Fluss über eine in der Mittagszeit durch die Schlange gebildete Brücke. Danach kriecht die Schlange ihnen nach und sie ziehen gemeinsam zur Lilie, die auf Erlösung in der geweissagten Zeit mit neuer Brücke und Tempel am Fluss hofft. Gerade ist ihr Kanarienvogel durch die Berührung mit ihr gestorben, weil er sich aus Furcht vor einem angreifenden Habicht zu ihr geflüchtet hat. Jetzt belebt sie den Hund und spielt mit ihm, worauf der Prinz die Geliebte eifersüchtig berührt und sie verzweifelt und hilflos zusehen muss, wie er stirbt. Die Rettung muss vor Sonnenuntergang geschehen, bevor sich der Körper zersetzt. Deshalb fängt der Habicht hoch in der Luft die Sonnenstrahlen auf, spiegelt sie zur Erde und leitet so den durch den Geist seiner Lampe informierten Alten zum Garten. Nun tragen sie den toten Jüngling zum Fluss und über die Schlangenbrücke ans andere Ufer. Die Lilie fasst, auf Anweisung des Alten, die Schlange und den Jüngling mit ihren Händen, und da die Schlange sich zu opfern bereit ist, wird sie zur festen Brücke, dafür erhalten der Jüngling und der Kanarienvogel ihr Leben zurück. Nun führen die Irrlichter sie zum unterirdischen Heiligtum, wo mit dem dritten Ausruf des Alten, es sei an der Zeit, der Tempel auftaucht und Verwandlungen geschehen: Die Hütte des Fährmanns wird zum Altar. Die alten Könige übergeben ihre Kräfte an den Jüngling: die Weisheit, den Schein und die Gewalt, und die Lilie wird durch die vierte Kraft zur Königin erhoben, durch die Liebe: „[Sie] herrscht nicht, aber sie bildet; und das ist mehr“. Die Alte rettet durch ein Bad im Fluss nicht nur ihre Hand, sondern wird zugleich verjüngt, ebenso ihr Mann, der zusammen mit dem Fährmann den neuen König begleitet. Der über die durch Wagen und Wanderer bevölkerte Brücke stampfende Riese erstarrt zu einer steinernen Bildsäule im Vorhof des Tempels. Der Habicht fängt mit seinem Spiegel das Sonnenlicht auf und lenkt es als himmlischen Glanz über das am Altar stehende Königspaar, welches vom betenden Volk umgeben ist.

### Figuren
- Fährmann
- Zwei Irrlichter
- Grüne Schlange
- Schöne Lilie
- Gewaltiger Riese
- Goldener König
- Silberner König
- König aus Erz
- König aus Gold, Silber und Erz
- Alter
- Alte
- Jüngling
- Habicht
- drei Mädchen
- Volk

## Hinweise zum Verständnis

### Historischer Hintergrund
Historischer Hintergrund des 1795 erschienenen Märchens ist die Französische Revolution sowie alle despotischen Herrschaftsformen von der Antike bis Ludwig XVI.

### Schauplatz
Aufgrund deutlicher Hinweise im Märchen sind sich einige Interpretationsansätze darin einig, dass das antike Rom mit Fähre, Gianicolo (Janiculum) und dem Pantheon das reale Vorbild für den Schauplatz des Märchens ist.

### Titel
Dem Titel Märchen kommt in vielerlei Hinsicht besondere Aufmerksamkeit zu. Zum einen ist es die einzige Erzählung aus den Unterhaltungen deutscher Ausgewanderten, die Goethe mit einer eigenen Überschrift versehen hat. Zum anderen ist der Titel Märchen dahingehend außergewöhnlich, dass ihm im Erstdruck kein Artikel vorangestellt ist. Betrachtet man jedoch die Titel einiger weiterer Werke Goethes, wie beispielsweise die Novelle oder die Ballade, so kann dem Autor eine gewisse Absicht in der Auslassung unterstellt werden.

### Interpretationsansätze
Seit das Märchen 1795 erschienen ist, sind unzählige Interpretationen entstanden, die sich nicht selten grundlegend widersprechen. Einen Überblick über die verschiedenen Interpretationsansätze gibt eine von André Renis erarbeitete Übersicht, die von einer ähnlichen, bereits von Goethe selbst angelegten Tabelle ihren Ausgang nimmt.

## Literarische Rezeption
Gerhart Hauptmann: Das Märchen (1941)